# Sipalolasma bicalcarata
Espèce
Synonymes
- Pisenor bicalcaratus Simon, 1904

Sipalolasma bicalcarata est une espèce d'araignées mygalomorphes de la famille des Barychelidae.

## Distribution
Cette espèce est endémique d'Éthiopie.

## Description
L'holotype mesure 3 mm.

## Publication originale
- Simon, 1904 : Étude sur les arachnides recueillis au cours de la Mission Du Bourg du Bozas en Afrique. Bulletin du Muséum National d'Histoire Naturelle de Paris, vol. 1904, p. 442-448 (texte intégral).